# Cleveland bay

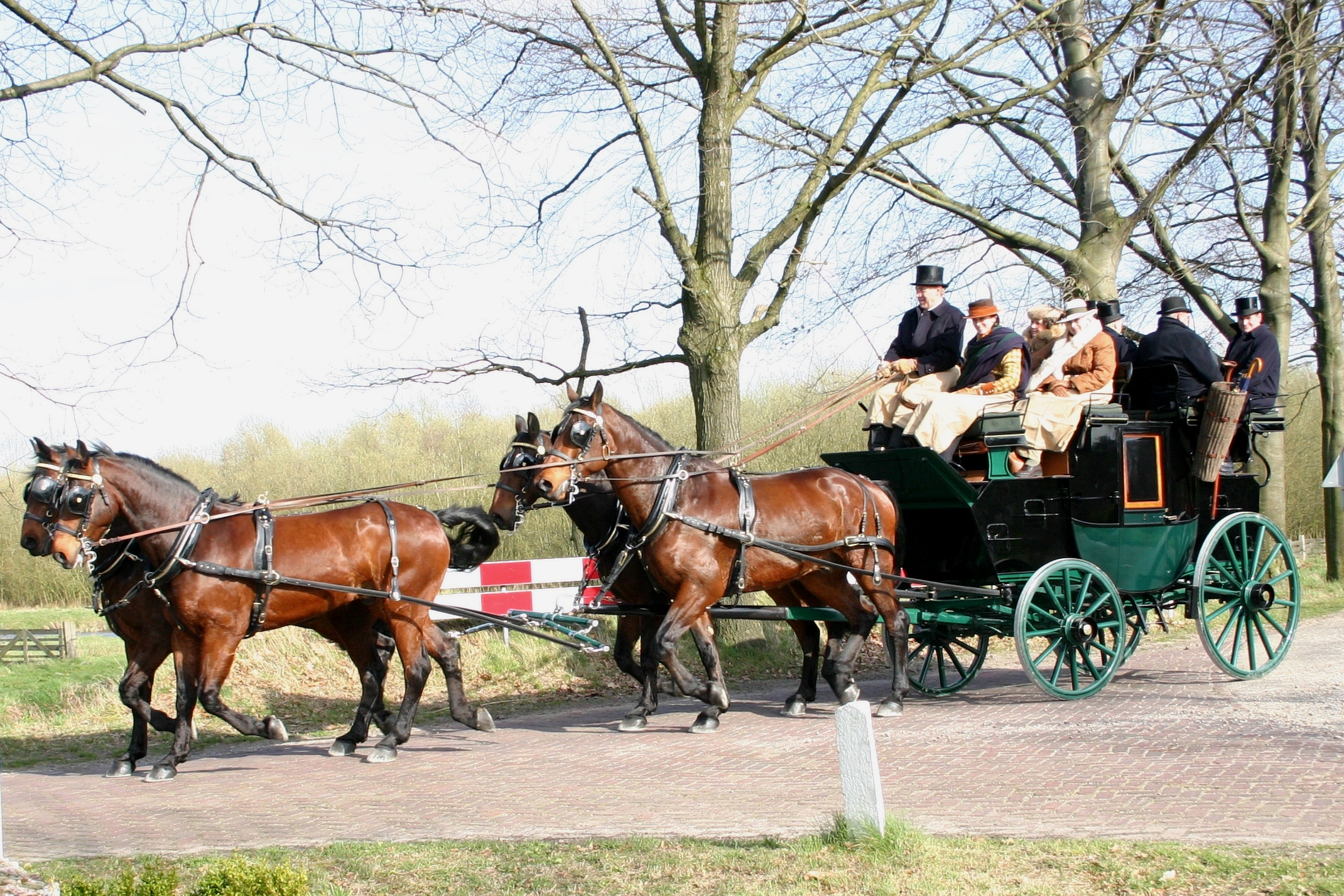
Vierspan

De Cleveland Bay is een Brits paardenras. Deze paarden werden het meest gebruikt als tuigpaard. Afgezien van de inheemse pony’s, is het het oudste paardenras van Engeland. Al in de zeventiende eeuw werd de Cleveland Bay gefokt.
De originele Cleveland Bay is bijna uitgestorven omdat deze paarden vaak veredeld werden, aanvankelijk met Berbers en Arabische volbloed, later met Engelse volbloed, en gekruist met andere warmbloedpaarden. In 2006 waren er wereldwijd nog ongeveer 550 exemplaren. Het ras staat zowel in Engeland als in de Verenigde Staten op de rode lijst van bedreigde rassen. Het ras werd mede in stand gehouden door de Engelse koningin Elizabeth II die de fokkerij ondersteunde om deze paarden voor de koets te kunnen gebruiken. De bekendste zijn dan ook die van de stallen van Buckingham Palace.
Zoals de naam al aangeeft (het Engelse bay betekent bruin) is een Cleveland Bay altijd geheel bruin, licht of donker, met hooguit een kleine witte ster op het hoofd. Iets lichter gekleurd haar in de manen en staart wordt in sommige bloedlijnen gezien als een teken van raszuiverheid. De uiteinden zoals manen, staart en benen behoren helemaal zwart te zijn. Deze uniformiteit maakt het makkelijk een span te creëren van gelijk gekleurde paarden. In het verleden beoordeelde men bij de keuringen ook de gangen van het paard, vooral de draf. Men wenste een ruime draf met goede actie, omdat de paarden dan ook geschikt werden geacht voor het springen.
De Cleveland Bay werd in het verleden gebruikt ter opwaardering van het bloed van de Holsteiner en de Hannoveraan. Ook stond het ras aan de basis van het tuigpaardenras Yorkshire Coach Horse, dat nu niet meer bestaat. Kruisingen met ten minste één grootouder die als Cleveland Bay geregistreerd was kunnen worden opgenomen in een speciaal stamboek voor sportpaarden, Cleveland Bay Sporthorse.
De Cleveland Bay kan gebruikt worden als rijpaard en als tuigpaard.